# Caligo phorkys
Caligo phorkys är en fjärilsart som beskrevs av Hans Fruhstorfer 1912. Caligo phorkys ingår i släktet Caligo och familjen praktfjärilar. Inga underarter finns listade i Catalogue of Life.